# Dichochrysa arabica
Dichochrysa arabica is een insect uit de familie van de gaasvliegen (Chrysopidae), die tot de orde netvleugeligen (Neuroptera) behoort. 
Dichochrysa arabica is voor het eerst wetenschappelijk beschreven door Hölzel in 1995.